# Roy Burrowes
Roy Burrowes (ook Roy Burrows) (Kingston, 18 februari 1930 - Londen, 2 december 1998) was een jazz-trompettist en (af en toe) bugelist. 
Burrowes werkte eind jaren vijftig met Thelonious Monk, met de pianist speelde hij op Newport Jazz Festival. Begin jaren zestig was hij trompettist in het orkest van Duke Ellington, zoals te horen is op bijvoorbeeld de albums "The Symphonic Ellington" (1963), "The Great Paris Concert" (1963) en "Afro-Bossa" (1963). Halverwege de jaren zestig werkte hij samen met Clifford Jordan, bijvoorbeeld op diens Leadbelly-album "These Are My Roots" (1965). In de jaren zeventig speelde hij veel bij Archie Shepp, onder andere op diens "Attica Blues Big Band" (1979). In 1979 was hij lid van Walter Davis' groep, een jaar later verscheen zijn eerste album onder eigen naam.
Burrowes is ook te horen op platen van Monk, Abbey Lincoln (met Archie Shepp, 1987) en Ray Charles.

## Discografie
- Live at the Dreher (met Mal Waldron), EPM, 1980

- Bibliothèque nationale de France: cb139680020 (data)
- Gemeinsame Normdatei: 1123760292
- International Standard Name Identifier: 0000 0000 4524 4755
- Library of Congress Control Number: nr90019593
- MusicBrainz: 69717d90-57db-4db4-9cfe-fcaa07a60811
- Virtual International Authority File: 5125126
- WorldCat: E39PBJth4hg9bcbrQCrRKFqvpP